# Suthipong Pisansub
Suthipong Pisansub (thailändisch สุธิพงศ์ พิศาลทรัพย์, * 31. August 1999 in Pathum Thani) ist ein thailändischer Fußballspieler.

## Karriere
Suthipong Pisansub erlernte das Fußballspielen beim Erstligisten Muangthong United. Hier stand er bis Dezember 2019 unter Vertrag. Der Verein aus Pak Kret, einem nördlichen Vorort der Hauptstadt Bangkok, spielte in der ersten Liga, der Thai League. Hier kam er nicht zum Einsatz. Zu Beginn der Saison 2020/21 wechselte er nach Sukhothai zum Ligakonkurrenten Sukhothai FC. Am Ende der Saison musste er mit Sukhothai in die zweite Liga absteigen. In der ersten Liga kam er für den Erstligisten nicht zum Einsatz. 
Sein Zweitligadebüt gab Sutthipong Pisansarb am 2. Oktober 2021 (6. Spieltag) im Heimspiel gegen den Chiangmai FC. Hier stand er in der Startelf und stand die kompletten 90 Minuten im Tor. Sukhothai gewann das Spiel 4:1. Am Ende der Saison 2021/22 feierte er mit dem Verein die Vizemeisterschaft und den Aufstieg in die erste Liga. Nach insgesamt sieben Ligaspielen wechselte er im Juli 2024 zum Zweitligisten Ayutthaya United FC.  Am Ende der Saison 2024/25 feierte er mit Ayutthaya die Vizemeisterschaft der zweiten Liga sowie den Aufstieg in die erste Liga.

## Erfolge
Sukhothai FC
- Thailändischer Zweitligavizemeister: 2021/22  ▲

Ayutthaya United FC
- Thailändischer Zweitligavizemeister: 2024/25  ▲